# Rachispoda breviceps
Rachispoda breviceps är en tvåvingeart som först beskrevs av Christian Stenhammar 1855.  Rachispoda breviceps ingår i släktet Rachispoda, och familjen hoppflugor. Arten är reproducerande i Sverige.